# Пам'ятник Василеві Стусу (Вінниця)
Пам'ятник Василю Стусу у Вінниці — пам'ятник репресованому радянським режимом українському поетові, перекладачу, прозаїку, літературознавцю, правозахиснику-шістдесятнику, уродженцю Вінниччини (народився у селі Рахнівка Гайсинського району) Василю Семеновичу Стусу (1938—1985) у місті Вінниця. 

## Загальна інформація
Пам'ятник розташований на площі Василя Стуса перед адмінбудівлею "Книжка" і вінницькою філармонією.
Автори — вінницький скульптор Анатолій Бурдейний і майстер Володимир Нінов.

## З історії спорудження
Зведення пам'ятника Василю Стусу у Вінниці має доволі тривалу історію. Ще 1997 року в місті було оголошено всеукраїнський конкурс на проєкт пам'ятника поету. Цей конкурс виграв скульптор Анатолій Бурдейний, однак то не знаходилось коштів на встановлення монумента, то терміни виконання робіт (на 60-річчя від дати народження Стуса 1998 року) виявлялися неприйнятними. Автор проєкту самостійно досить довго шукав гроші на втілення свого задуму, навіть змушений був звертатися з особистим листом до Президента України.

Фрагмент пам'ятника

Справа зі встановленням монумента реально зрушила лише 2001 року, коли місцеві державні адміністрації і ради підключилися до втілення проєкту. Датою відкриття пам'ятника було призначено 28 березня 2002 року, однак за декілька днів до цієї події з майстерні Бурдейного вкрали фрагмент голови скульптури Стуса, відтак урочисте відкриття довелося перенести на пізніший термін. Нарешті 23 вересня 2002 року відбулася урочиста церемонія відкриття пам'ятника, на яку прибули народні депутати України, відомі письменники з Києва.

## Опис
Пам'ятник Василю Стусу у Вінниці виконаний у стилі символіко-метафоричного реалізму, як визначає його сам автор, що багато разів перечитував поезію Стуса, за його ж власним свідченням, під час творення монумента. Основним образом пам'ятника є крило як нестримний духовний злет, високий трагізм долі і висока, але недоспівана поезія. 
На переконання численних  мистецтвознавців, монумент, крім функції вшанування славетного земляка, являє непересічну художню цінність державного значення. За створення цього пам'ятника А. Бурдейний декілька разів висувався на здобуття Національної премії України ім. Т. Г. Шевченка.